# Rochinia carpenteri
Rochinia carpenteri är en kräftdjursart. Rochinia carpenteri ingår i släktet Rochinia och familjen Pisidae. Inga underarter finns listade i Catalogue of Life.